# Скруток Олекса
Скруток (Скрутка) Олекса (1861–1914), маляр-академіст родом з Перемишля, студіював у Кракові в Школі Красних Мистецтв (1884—1891) і в Мюнхені; педагог у Львові, пізніше в Перемишлі. Портрети (єп. Ю. Пелеша, К. Чеховича), пейзажі: «Голландський рибалка» (1892), «вечір на луці» (1893). «Тиша» (1894), «Пейзаж із ставком» (1895); іконостаси, рел. («Воскресіння Лазаря», 1900) й іст. (з коз. доби) картини.
Ймовірно, був автором ікон академічного письма в іконостасі Церкви Богоявлення Господнього у селі Бабина Стрілківської громади Львівської області.